# 江戸幕府
江戸幕府（えどばくふ）は、江戸時代における日本の武家政権。1603年（慶長8年）に徳川家康が征夷大将軍に補任され、江戸を本拠として創立した。その終末は、諸説あるが大政奉還が行われた1867年（慶応3年）までの約264年間とされる。
徳川家が将軍職を世襲したことから徳川幕府（とくがわばくふ）ともいう。安土桃山時代とともに後期封建社会にあたる。
江戸時代初期に行われた大御所政治（駿府政権）に関してもここで述べる。

## 概要
徳川家の当主が従一位右大臣に叙任され、征夷大将軍に補されて260余りの武家大名と主従関係を結び、彼らを統制するという制度は、1600年代後半までに確立された。その将軍の政府を「幕府」、臣従している大名家を「藩」、さらに両者が複合した権力の体制を「幕藩体制」と一般に呼んでいる。ただし、「幕府」及び「藩」の語は幕末期に広く使用され、現在も歴史用語として定着しているものの、江戸時代を通じて使用されていたわけではない。それまでは、将軍の政府は「公儀」・「公辺」などと漠然と呼ばれていた。
幕府の始期及び終期については諸説あるが、征夷大将軍の任官時期に着目する場合には、家康がはじめて将軍職に任じられた1603年3月24日（慶長8年2月12日）から、いわゆる王政復古の大号令によって15代将軍徳川慶喜の将軍職辞任が勅許され、併せて幕府の廃止が宣言された1868年1月3日（慶応3年12月9日）までとなる。終期には他にも1867年11月9日（慶応3年10月14日）に慶喜が大政奉還を行った時、1868年5月3日（慶応4年/明治元年4月11日）の江戸開城とする説もある。
徳川将軍家が実質的に日本を支配した、この260年あまりの期間を一般に「江戸時代」と呼ぶ。江戸幕府は日本の歴史上、鎌倉幕府及び室町幕府に続く武家政権である。

## 幕藩体制

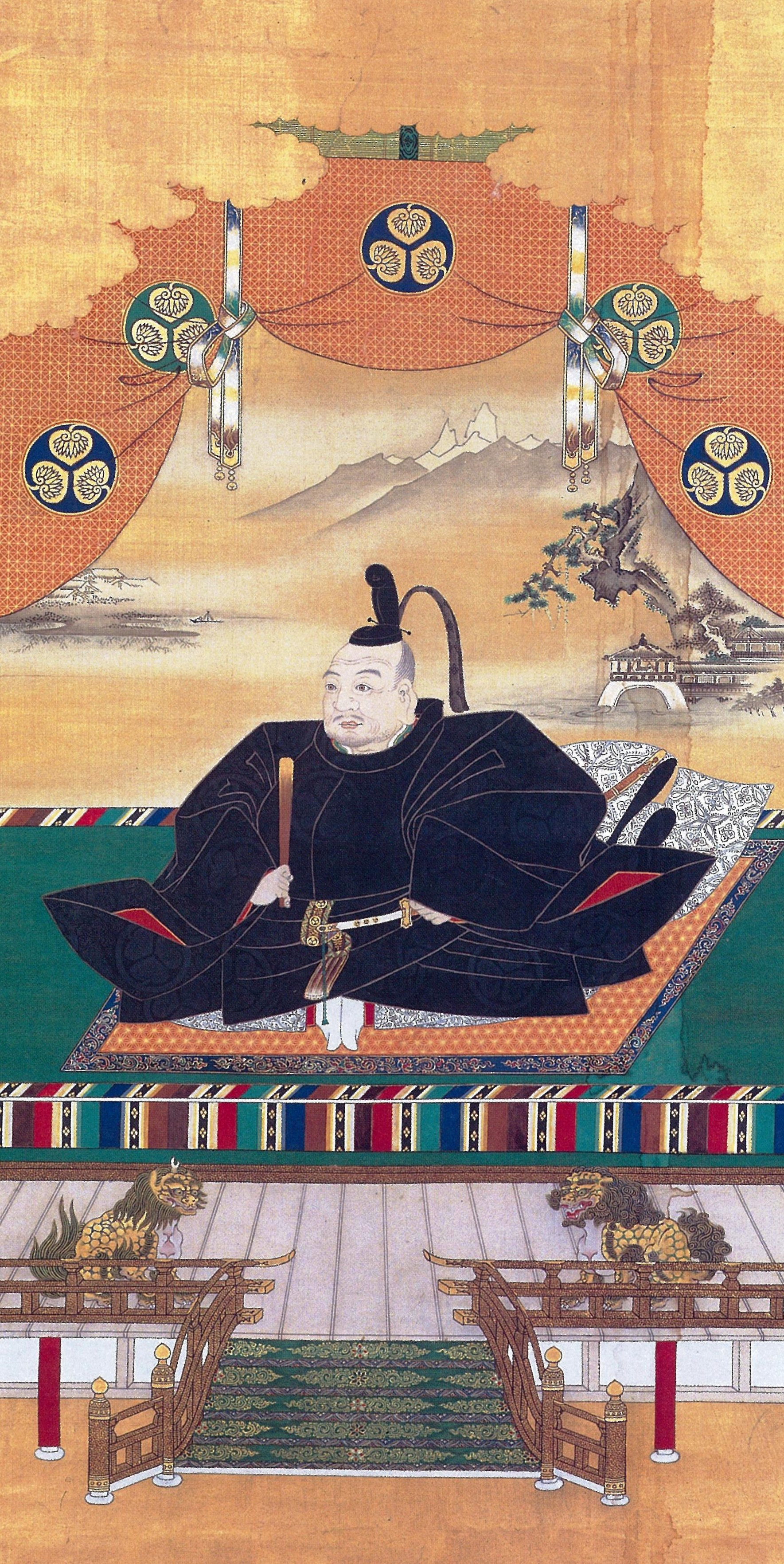
初代将軍・徳川家康

幕府の支配体制は幕藩体制と呼ばれ、将軍の政府である幕府と、将軍と主従関係を結んだ大名の政府である藩で構成されていた。将軍は大名に対して朱印状を与えてその知行を保障し、大名は当該知行内において独自に統治を行う権限を一定程度有した。幕府は「公儀」として国内全体の統治を行うとともに、自らも1大名として領分（天領・御領）を支配し、京都所司代、大坂城代、遠国奉行、郡代・代官などの地方官を設置した。
江戸幕府の支配では、将軍と大名の主従関係を確認するための軍役として、各藩大名に対して参勤交代や、築城・治水工事などの手伝普請が課せられた。
なお、「藩」の語が公称として用いられるようになったのは明治時代のことで、公文書では「領」「領分」、あるいは「領知」などが使用された。公称としての藩は、1868年（明治元年）に公布された政体書によって設けられ、1871年（明治4年）の廃藩置県によって廃止された。

## 統治機構

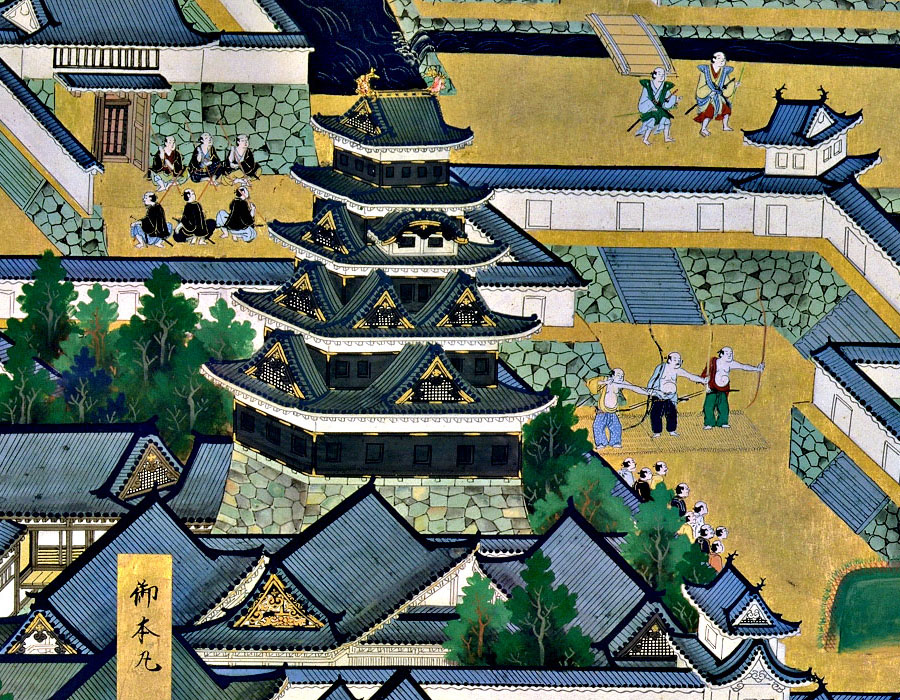
江戸城天守

江戸幕府では権力の集中を避けるため主要な役職は複数名が配置され、一か月交代で政務を担当する月番制を導入し、重要な決定は合議を原則とした。常置の最高職である老中及び臨時に置かれる大老、その補佐役である若年寄は譜代大名から選任され、大目付・三奉行（寺社奉行・町奉行・勘定奉行）等の要職には譜代あるいは旗本が充てられて実務を担った。幕府組織は後期にはその全貌の把握が困難であるほど巨大化・複雑化し、幕末の慶応の改革では老中の月番制を廃止して、国内事務・会計・外国・陸軍・海軍の各総裁を専務する等の改革が行われた。
幕府の政策決定は、将軍・幕閣（老中・若年寄）・実務吏僚（大目付・三奉行等）、取次・補佐を行う将軍の側近である御側用人や御側衆、幕閣のサービススタッフである奥右筆や同朋衆により運営された。
基本的な流れとしては実務吏僚から挙げられた議案を幕閣が審議した上で、側近を介して将軍が決裁を行った。また親政や側用人政治の場合は、幕閣を経ずに直接議案が側近に持ち込まれ、将軍が決裁するため幕閣の役割は形骸化した。これとは別に将軍が直接意見を聞くため、実務吏僚を呼び出して直接諮問する事もあった。
官僚制度の整備と共に公文書の形式も享保の改革を境として整備され、政策決定に際しては下級職が起草した書案を政策決定に関わる者達が承認・差し戻しする稟議書の体裁が取られた。この際に書案を記した文書には付箋の形で承認・差し戻しとその理由・修正案等が添付され、意思決定と修正の過程が確認できた。

## 軍事制度
軍事制度は徳川家当主・征夷大将軍として江戸在住の旗本、及び各地に封じられた譜代大名や外様大名を指揮・統率した。番方と呼ばれる平時編制の直轄部隊として、五番方（書院番・小姓組・大番・新番・小十人組）や、徒組・百人組・先手組・持組を有した。大番・書院番は単独の備として運用され、その他は将軍や大御所らの旗本備を形成した。有事には軍役として諸大名・旗本を動員して数十万の軍勢を揃えた。幕府直轄の軍事施設としては江戸城以外に大坂城・駿府城・甲府城等があり、譜代大名や旗本による城代・定番・在番・加番・勤番が置かれた。
有事の際には該当地域に10万石前後の譜代大名がいる場合は周辺の外様大名を指揮下に置くが、いない場合は江戸から上使として指揮官が派遣された。しかしながら外様大名の石高が譜代大名より大きい場合は、その統制に困難を生じることがあった。前記の場合は何れも幕府の裁可を必要としたが、大坂城代は有事の際には独断での行動が特に許されていた。
これらの軍事制度は、島原の乱前後までは大砲の導入等の軍事改革が行われたが、太平の世によりその必要性も減少した結果、17世紀前半の軍制を19世紀まで維持し続けた。しかし外国勢力の来航による軍事危機に直面した幕末には、戦力の骨幹を成した侍の弛緩・疲弊、財政悪化や社会の変化・疲弊による従来の動員制度の破綻、制度・武器・教育といったあらゆる面での遅れから、西洋式軍隊の導入が唱えられ、新たに幕府海軍・幕府陸軍が創設された。ただしこれら新たな軍隊と旧来の番方は併存した状況が続き、後者の実質的な解体は幕府が終焉を迎える直前の慶応の改革時になった。

## 財政
家康の時期に、勘定奉行が取り仕切る勘定方が設置されたが財政は安定しておらず、赤字などによりしばしば幕政改革が行われた。
幕末の1866年（慶応2年）には既にイギリスのオリエンタル・バンクの支店が横浜に設立されていたと言われ、幕府は長州征伐のため、同年同銀行と600万ドルの借款契約を締結した。

## 大名
大名は以下のように分類された。
- 親藩：徳川家の一族
- 譜代大名：関ヶ原の戦い以前から徳川家に仕えていた大名家
- 外様大名：関ヶ原の戦い以降から徳川家に仕え始めた大名家（関ヶ原の戦いで西軍として戦った豊臣系大名も含む）

この分類は、政権内の権力において大きな差となっていた。特に、幕府の要職に全て譜代大名をもって充てた事は、鎌倉幕府、室町幕府からの大きな転換であった。鎌倉・室町幕府においては、時によっては将軍家・執権すらしのぐほどの有力御家人・守護大名が要職に就いていた。また、豊臣政権末期の五大老制は、有力大名による集団指導体制であり、外様大名である徳川家康の政権簒奪を防ぐことができなかった。これに対して、江戸幕府では譜代大名が幕府の要職を独占していた。元々は豊臣政権時代に一大名に過ぎなかった家康のさらに臣下であった譜代大名は、さほど有力ではない小大名が中心であり、徳川家以外の他の有力大名は、地方を統治する外様大名として中央政権の要職に就くことが無くなった。つまり、将軍個人の独裁体制ではないものの、徳川家という枠組において独裁体制を敷いていたのである。またこのことにより、あまり政治に関与しなかった将軍であっても、幕閣の完全な傀儡になることはなく、政権の簒奪も未然に防止することが可能となった。
しかしながらこれは、親藩や有力外様大名が幕閣よりも「目上の立場」になる事を意味し（例えば井伊家は譜代大名筆頭であるが、外様大名筆頭の前田家や、御三家・御三卿よりは下の席次であった）、幕末期において問題点として噴出する事となった。当時の大老である井伊直弼は強権をもって反対者を弾圧したが、その報復である桜田門外の変に倒れ、以降の江戸幕府は諸大名の統制が困難になり、大政奉還及び江戸開城を迎える事となった。

## 江戸幕府の役職

### 大名役
御側御用取次はもともと高級旗本の役職だったが、拝命後ある程度の時を経てから大名に取り立てられる場合が多かった。
- 大老・大老格（幕府成立当初は大政参与も置かれたが後に大老と統一）
- 老中・老中格
- 側用人・御側御用取次

以上が幕政の首脳。このうち「幕閣」と呼ばれたのは大老・大老格と老中・老中格で、側用人・御側御用取次は時代や個人によってその権限に大きな差があった。
- 京都所司代
- 大坂城代
- 寺社奉行
- 若年寄
- 奏者番

### 旗本役
諸太夫役と布衣役を『天保年間諸役大概順』に拠って列記、これに支配関係と伺候席を参考として添えた。なお『諸役大概』に記載があるものの、それが役職であるか世襲職であるかが不明瞭なもの （林家が代々勤めた大学頭など）についてはこれを省いた。
- 側衆 （老中支配）
- 高家 （老中支配、雁間詰）
- 駿府城代 （老中支配、雁間詰）
- 伏見奉行 （老中支配、芙蓉間詰）
- 留守居 （老中支配）
- 大番頭 （老中支配、菊間詰）
- 書院番頭 （若年寄支配、菊間詰）
- 小姓組番頭 （若年寄支配、菊間詰）
- 御三卿家老 （老中支配、芙蓉間詰）
- 大目付 （老中支配、芙蓉間詰）
- 町奉行 （老中支配、芙蓉間詰）
- 勘定奉行 （老中支配、芙蓉間詰）
- 旗奉行 （老中支配、菊間詰）
- 作事奉行 （老中支配、芙蓉間詰）
- 普請奉行 （老中支配、芙蓉間詰）
- 小普請奉行 （若年寄支配、中之間詰）
- 甲府勤番支配 （老中支配、芙蓉間詰）
- 長崎奉行 （老中支配、芙蓉間詰）
- 浦賀奉行 （老中支配、芙蓉間詰）
- 京都町奉行 （老中支配、芙蓉間詰）
- 大坂町奉行 （老中支配、芙蓉間詰）
- 駿府定番 （老中支配、芙蓉間詰）
- 禁裏付 （老中支配、芙蓉間詰）
- 仙洞付 （老中支配、芙蓉間詰）
- 山田奉行 （老中支配、芙蓉間詰）
- 日光奉行 （老中支配、芙蓉間詰）
- 奈良奉行 （老中支配、芙蓉間詰）
- 堺奉行 （老中支配、芙蓉間詰）
- 駿府町奉行 （老中支配、芙蓉間詰）
- 佐渡奉行 （老中支配、芙蓉間詰）
- 新潟奉行 （老中支配、芙蓉間詰）
- 羽田奉行 （老中支配、芙蓉間詰）
- 西丸留守居 （若年寄支配、中之間詰）
- 鉄砲百人組頭 （若年寄支配、菊間詰）
- 鑓奉行 （老中支配、菊間詰）
- 小普請組支配 （老中支配、中之間詰）
- 新番頭 （若年寄支配、中之間詰）
- 持弓頭・持筒頭 （若年寄支配、菊間詰）
- 定火消役 （若年寄支配、菊間詰）
- 小姓 （若年寄支配）
- 中奥小姓 （若年寄支配、山吹間詰）
- 大坂船手 （老中支配、躑躅間詰）
- 留守居番 （老中支配、中之間詰）
- 先手頭・弓頭・鉄砲頭 （若年寄支配、躑躅間詰）
- 目付 （若年寄支配、中之間詰）
- 使番 （若年寄支配、菊間詰）
- 書院番組頭 （若年寄支配、菊間詰）
- 小姓組組頭 （若年寄支配、菊間詰）
- 駿府勤番組頭 （駿府城代支配）
- 鉄砲方 （若年寄支配、躑躅間詰）
- 西丸裏門番之頭 （若年寄支配、躑躅間詰）
- 徒頭 （若年寄支配、躑躅間詰）
- 小十人頭 （若年寄支配、躑躅間詰）
- 小納戸 （若年寄支配）
- 船手 （若年寄支配、躑躅間詰）
- 二丸留守居 （若年寄支配、焚火間詰）
- 納戸頭 （若年寄支配、焚火間詰）
- 腰物奉行 （若年寄支配、焚火間詰）
- 鷹匠頭 （若年寄支配、焚火間詰）
- 勘定吟味役 （老中支配、中之間詰）
- 奥右筆組頭 （若年寄支配）
- 郡代 （勘定奉行支配、躑躅間詰）

### 幕末に新設された主な役職
- 将軍後見職
- 政事総裁職
  - 神奈川奉行
  - 兵庫奉行
  - 山陵奉行
- 国内事務総裁職
- 外国事務総裁職
  - 外国惣奉行
    - 外国奉行
- 会計総裁職
- 京都守護職
  - 京都見廻役
- 軍事総裁職
  - 幕府海軍
    - 海軍総裁職
      - 海軍奉行
        - 軍艦奉行　

  - 幕府陸軍
    - 陸軍総裁職
      - 陸軍奉行
        - 騎兵奉行
        - 歩兵奉行
        - 撤兵奉行
        - 銃隊奉行

## 江戸幕府の組織図
```
将軍━┳━大老　　　　　　　    　                        
　　　┃　　　　　　　
　　　┣━老中━━━━┳━御側衆             
　　　┃　　　　　　　┃
　　　┣━御側用人　　┣━留守居━━━━━━━━━━┳━留守居公用人
　　　┃　　　　　　　┃　　　　　　　　　　　　　　┃　　　
　　　┣━御側御用取次┃　　　　　　　　　　　　　　┣━留守居祐筆
　　　┃    ┃　　　　┃　　　　　　　　　　　　　　┃
　　　┃    ┗━御庭番┃　　　　　　　　　　　　　　┣━留守居与力
　　　┃　　　　　　　┃　　　　　　　　　　　　　　┃
　　　┃　　　　　　　┃　　　　　　　　　　　　　　┣━留守居同心
　　　┃　　　　　　　┃　　　　　　　　　　　　　　┃
　　　┃　　　　　　　┃　　　　　　　　　　　　　　┣━具足奉行━━━━━┳━具足奉行組頭
　　　┃　　　　　　　┃　　　　　　　　　　　　　　┃　　　　　　　　　　┃
　　　┃　　　　　　　┃　　　　　　　　　　　　　　┃　　　　　　　　　　┗━具足奉行同心
　　　┃　　　　　　　┃　　　　　　　　　　　　　　┃
　　　┃　　　　　　　┃　　　　　　　　　　　　　　┣━鉄砲玉薬奉行━━━┳━鉄砲玉薬組頭
　　　┃　　　　　　　┃　　　　　　　　　　　　　　┃　　　　　　　　　　┃
　　　┃　　　　　　　┃　　　　　　　　　　　　　　┃　　　　　　　　　　┣━鉄砲玉薬同心
　　　┃　　　　　　　┃　　　　　　　　　　　　　　┃　　　　　　　　　　┃
　　　┃　　　　　　　┃　　　　　　　　　　　　　　┃　　　　　　　　　　┗━掃除の者
　　　┃　　　　　　　┃　　　　　　　　　　　　　　┃
　　　┃　　　　　　　┃　　　　　　　　　　　　　　┣━鉄砲箪笥奉行━━━┳━大箪笥方鉄砲箪笥奉行組頭
　　　┃　　　　　　　┃　　　　　　　　　　　　　　┃　　　　　　　　　　┃
　　　┃　　　　　　　┃　　　　　　　　　　　　　　┃　　　　　　　　　　┣━大箪笥方鉄砲箪笥奉行同心
　　　┃　　　　　　　┃　　　　　　　　　　　　　　┃　　　　　　　　　　┃
　　　┃　　　　　　　┃　　　　　　　　　　　　　　┃　　　　　　　　　　┣━小箪笥方鉄砲箪笥奉行組頭
　　　┃　　　　　　　┃　　　　　　　　　　　　　　┃　　　　　　　　　　┃
　　　┃　　　　　　　┃　　　　　　　　　　　　　　┃　　　　　　　　　　┗━小箪笥方鉄砲箪笥奉行同心
　　　┃　　　　　　　┃　　　　　　　　　　　　　　┃
　　　┃　　　　　　　┃　　　　　　　　　　　　　　┣━弓矢槍奉行━━━━┳━弓矢槍奉行組頭
　　　┃　　　　　　　┃　　　　　　　　　　　　　　┃　　　　　　　　　　┃
　　　┃　　　　　　　┃　　　　　　　　　　　　　　┃　　　　　　　　　　┗━弓矢槍奉行同心
　　　┃　　　　　　　┃　　　　　　　　　　　　　　┃
　　　┃　　　　　　　┃　　　　　　　　　　　　　　┣━幕奉行━━━━━━┳━幕奉行同心
　　　┃　　　　　　　┃　　　　　　　　　　　　　　┃　　　　　　　　　　┃
　　　┃　　　　　　　┃　　　　　　　　　　　　　　┃　　　　　　　　　　┗━幕奉行中間
　　　┃　　　　　　　┃　　　　　　　　　　　　　　┃
　　　┃　　　　　　　┃　　　　　　　　　　　　　　┣━富士見宝蔵番頭━━┳━富士見宝蔵番組頭
　　　┃　　　　　　　┃　　　　　　　　　　　　　　┃　　　　　　　　　　┃
　　　┃　　　　　　　┃　　　　　　　　　　　　　　┃　　　　　　　　　　┗━富士見宝蔵番衆
　　　┃　　　　　　　┃　　　　　　　　　　　　　　┃
　　　┃　　　　　　　┃　　　　　　　　　　　　　　┣━天主番頭━━━━━┳━天主番組頭
　　　┃　　　　　　　┃　　　　　　　　　　　　　　┃　　　　　　　　　　┃
　　　┃　　　　　　　┃　　　　　　　　　　　　　　┃　　　　　　　　　　┗━天主番衆
　　　┃　　　　　　　┃　　　　　　　　　　　　　　┃
　　　┃　　　　　　　┃　　　　　　　　　　　　　　┣━裏門切手番頭━━━━━━裏門切手同心
　　　┃　　　　　　　┃　　　　　　　　　　　　　　┃
　　　┃　　　　　　　┃　　　　　　　　　　　　　　┣━御台様広敷番頭━━━━御台様広敷番衆━━━━┳━御台様広敷伊賀者
　　　┃　　　　　　　┃　　　　　　　　　　　　　　┃　　　　　　　　　　　　　　　　　　　　　　　┃
　　　┃　　　　　　　┃　　　　　　　　　　　　　　┃　　　　　　　　　　　　　　　　　　　　　　　┗━御台様広敷進上番
　　　┃　　　　　　　┃　　　　　　　　　　　　　　┃
　　　┃　　　　　　　┃　　　　　　　　　　　　　　┣━御簾中様広敷番頭━━━御簾中様広敷番衆━━━┳━御簾中様広敷伊賀者
　　　┃　　　　　　　┃　　　　　　　　　　　　　　┃　　　　　　　　　　　　　　　　　　　　　　　┃
　　　┃　　　　　　　┃　　　　　　　　　　　　　　┃　　　　　　　　　　　　　　　　　　　　　　　┗━御簾中様広敷進上番
　　　┃　　　　　　　┃　　　　　　　　　　　　　　┃
　　　┃　　　　　　　┃　　　　　　　　　　　　　　┃
　　　┃　　　　　　　┃　　　　　　　　　　　　　　┣━進物取次番頭━━━━━進物取次番━━━━━━━━進物取次下番
　　　┃　　　　　　　┃　　　　　　　　　　　　　　┃
　　　┃　　　　　　　┃　　　　　　　　　　　　　　┃
　　　┃　　　　　　　┃　　　　　　　　　　　　　　┣━伊賀衆組頭━━━━┳━広敷添番
　　　┃　　　　　　　┃　　　　　　　　　　　　　　┃　　　　　　　　　　┃
　　　┃　　　　　　　┃　　　　　　　　　　　　　　┃　　　　　　　　　　┗━伊賀衆
　　　┃　　　　　　　┃　　　　　　　　　　　　　　┃
　　　┃　　　　　　　┃　　　　　　　　　　　　　　┣━明屋敷番伊賀者組頭━━明屋敷番伊賀者
　　　┃　　　　　　　┃　　　　　　　　　　　　　　┃
　　　┃　　　　　　　┃　　　　　　　　　　　　　　┣━明屋敷番調役
　　　┃　　　　　　　┃　　　　　　　　　　　　　　┃
　　　┃　　　　　　　┃　　　　　　　　　　　　　　┣━明屋敷番勘定役
　　　┃　　　　　　　┃　　　　　　　　　　　　　　┃
　　　┃　　　　　　　┃　　　　　　　　　　　　　　┣━奥火之番
　　　┃　　　　　　　┃　　　　　　　　　　　　　　┃
　　　┃　　　　　　　┃　　　　　　　　　　　　　　┗━中間頭━━━━━━━━中間組頭━━━━━━━━━中間
　　　┃　　　　　　　┃
　　　┃　　　　　　　┣━高家━━━━━━━━━━━┳━高家肝煎
　　　┃　　　　　　　┃　　　　　　　　　　　　　　┃
　　　┃　　　　　　　┃　　　　　　　　　　　　　　┗━表高家
　　　┃　　　　　　　┃
　　　┃　　　　　　　┣━御三卿家老
　　　┃　　　　　　　┃
　　　┃　　　　　　　┣━大番頭━━━━━━━━━━┳━大番組頭━━━━━━━大番衆
　　　┃　　　　　　　┃　　　　　　　　　　　　　　┃
　　　┃　　　　　　　┃　　　　　　　　　　　　　　┗━大番頭与力━━━━━━大番頭同心
　　　┃　　　　　　　┃
　　　┃　　　　　　　┣━江戸町奉行━━━━━━━━┳━町奉行所与力━━━┳━内与力━━━━━━━━━━用部屋手付同心
　　　┃　　　　　　　┃　　　　　　　　　　　　　　┃　　　　　　　　　　┃
　　　┃　　　　　　　┃　　　　　　　　　　　　　　┃　　　　　　　　　　┃
　　　┃　　　　　　　┃　　　　　　　　　　　　　　┃　　　　　　　　　　┣━年番方与力━━━━━━┳━年番方同心
　　　┃　　　　　　　┃　　　　　　　　　　　　　　┃　　　　　　　　　　┃　　　　　　　　　　　　┃
　　　┃　　　　　　　┃　　　　　　　　　　　　　　┃　　　　　　　　　　┃　　　　　　　　　　　　┗━年番方物書同心
　　　┃　　　　　　　┃　　　　　　　　　　　　　　┃　　　　　　　　　　┃
　　　┃　　　　　　　┃　　　　　　　　　　　　　　┃　　　　　　　　　　┃
　　　┃　　　　　　　┃　　　　　　　　　　　　　　┃　　　　　　　　　　┣━本所方与力━━━━━━┳━本所方同心
　　　┃　　　　　　　┃　　　　　　　　　　　　　　┃　　　　　　　　　　┃　　　　　　　　　　　　┃
　　　┃　　　　　　　┃　　　　　　　　　　　　　　┃　　　　　　　　　　┃　　　　　　　　　　　　┗━本所方水主
　　　┃　　　　　　　┃　　　　　　　　　　　　　　┃　　　　　　　　　　┃
　　　┃　　　　　　　┃　　　　　　　　　　　　　　┃　　　　　　　　　　┣━養生所見廻り与力━━━━━養生所見廻り同心
　　　┃　　　　　　　┃　　　　　　　　　　　　　　┃　　　　　　　　　　┃
　　　┃　　　　　　　┃　　　　　　　　　　　　　　┃　　　　　　　　　　┣━牢屋見廻り与力━━━━━━牢屋見廻り同心
　　　┃　　　　　　　┃　　　　　　　　　　　　　　┃　　　　　　　　　　┃
　　　┃　　　　　　　┃　　　　　　　　　　　　　　┃　　　　　　　　　　┣━吟味方与力（吟味与力）━━吟味方同心
　　　┃　　　　　　　┃　　　　　　　　　　　　　　┃　　　　　　　　　　┃
　　　┃　　　　　　　┃　　　　　　　　　　　　　　┃　　　　　　　　　　┣━赦帳撰要方人別帳掛与力━━赦帳撰要方人別帳掛同心
　　　┃　　　　　　　┃　　　　　　　　　　　　　　┃　　　　　　　　　　┃
　　　┃　　　　　　　┃　　　　　　　　　　　　　　┃　　　　　　　　　　┣━高積見廻り与力━━━━━━高積見廻り同心
　　　┃　　　　　　　┃　　　　　　　　　　　　　　┃　　　　　　　　　　┃
　　　┃　　　　　　　┃　　　　　　　　　　　　　　┃　　　　　　　　　　┣━町火消人足改与力━━━━━町火消人足改同心
　　　┃　　　　　　　┃　　　　　　　　　　　　　　┃　　　　　　　　　　┃
　　　┃　　　　　　　┃　　　　　　　　　　　　　　┃　　　　　　　　　　┣━風烈廻り昼夜廻り与力━━━風烈廻り昼夜廻り同心
　　　┃　　　　　　　┃　　　　　　　　　　　　　　┃　　　　　　　　　　┃
　　　┃　　　　　　　┃　　　　　　　　　　　　　　┃　　　　　　　　　　┣━例繰方与力━━━━━━━━例繰方同心
　　　┃　　　　　　　┃　　　　　　　　　　　　　　┃　　　　　　　　　　┃
　　　┃　　　　　　　┃　　　　　　　　　　　　　　┃　　　　　　　　　　┣━町会所掛与力━━━━━━━町会所掛同心
　　　┃　　　　　　　┃　　　　　　　　　　　　　　┃　　　　　　　　　　┃
　　　┃　　　　　　　┃　　　　　　　　　　　　　　┃　　　　　　　　　　┣━定橋掛与力━━━━━━━━定橋掛同心
　　　┃　　　　　　　┃　　　　　　　　　　　　　　┃　　　　　　　　　　┃
　　　┃　　　　　　　┃　　　　　　　　　　　　　　┃　　　　　　　　　　┣━古銅吹所見廻り与力━━━━古銅吹所見廻り同心
　　　┃　　　　　　　┃　　　　　　　　　　　　　　┃　　　　　　　　　　┃
　　　┃　　　　　　　┃　　　　　　　　　　　　　　┃　　　　　　　　　　┣━市中取締諸色調掛与力━━━市中取締諸色調掛同心
　　　┃　　　　　　　┃　　　　　　　　　　　　　　┃　　　　　　　　　　┃
　　　┃　　　　　　　┃　　　　　　　　　　　　　　┃　　　　　　　　　　┣━猿屋町会所見廻り与力━━━猿屋町会所見廻り同心
　　　┃　　　　　　　┃　　　　　　　　　　　　　　┃　　　　　　　　　　┃
　　　┃　　　　　　　┃　　　　　　　　　　　　　　┃　　　　　　　　　　┣━御肴青物御鷹餌耳掛与力
　　　┃　　　　　　　┃　　　　　　　　　　　　　　┃　　　　　　　　　　┃
　　　┃　　　　　　　┃　　　　　　　　　　　　　　┃　　　　　　　　　　┣━諸問屋組合再興掛与力━━━諸問屋組合再興掛同心
　　　┃　　　　　　　┃　　　　　　　　　　　　　　┃　　　　　　　　　　┃
　　　┃　　　　　　　┃　　　　　　　　　　　　　　┃　　　　　　　　　　┣━非常取締掛与力━━━━━━非常取締掛同心
　　　┃　　　　　　　┃　　　　　　　　　　　　　　┃　　　　　　　　　　┃
　　　┃　　　　　　　┃　　　　　　　　　　　　　　┃　　　　　　　　　　┣━人足寄場定掛与力━━━━━人足寄場定掛同心
　　　┃　　　　　　　┃　　　　　　　　　　　　　　┃　　　　　　　　　　┃
　　　┃　　　　　　　┃　　　　　　　　　　　　　　┃　　　　　　　　　　┣━硝石会所見廻り与力━━━━硝石会所見廻り同心
　　　┃　　　　　　　┃　　　　　　　　　　　　　　┃　　　　　　　　　　┃
　　　┃　　　　　　　┃　　　　　　　　　　　　　　┃　　　　　　　　　　┣━外国掛与力━━━━━━━━外国掛同心
　　　┃　　　　　　　┃　　　　　　　　　　　　　　┃　　　　　　　　　　┃
　　　┃　　　　　　　┃　　　　　　　　　　　　　　┃　　　　　　　　　　┣━開港掛与力━━━━━━━━開港掛同心
　　　┃　　　　　　　┃　　　　　　　　　　　　　　┃　　　　　　　　　　┃
　　　┃　　　　　　　┃　　　　　　　　　　　　　　┃　　　　　　　　　　┣━町兵掛与力━━━━━━━━町兵掛同心
　　　┃　　　　　　　┃　　　　　　　　　　　　　　┃　　　　　　　　　　┃
　　　┃　　　　　　　┃　　　　　　　　　　　　　　┃　　　　　　　　　　┣━当番方与力━━━━━━━━当番方同心
　　　┃　　　　　　　┃　　　　　　　　　　　　　　┃　　　　　　　　　　┃
　　　┃　　　　　　　┃　　　　　　　　　　　　　　┃　　　　　　　　　　┣━御国益御仕法度掛与力━━━御国益御仕法度掛同心
　　　┃　　　　　　　┃　　　　　　　　　　　　　　┃　　　　　　　　　　┃
　　　┃　　　　　　　┃　　　　　　　　　　　　　　┃　　　　　　　　　　┣━諸色潤沢掛与力━━━━━━諸色潤沢掛同心
　　　┃　　　　　　　┃　　　　　　　　　　　　　　┃　　　　　　　　　　┃
　　　┃　　　　　　　┃　　　　　　　　　　　　　　┃　　　　　　　　　　┣━諸色値下掛与力━━━━━━諸色値下掛同心
　　　┃　　　　　　　┃　　　　　　　　　　　　　　┃　　　　　　　　　　┃
　　　┃　　　　　　　┃　　　　　　　　　　　　　　┃　　　　　　　　　　┣━外国人居留地掛与力━━━━外国人居留地掛同心
　　　┃　　　　　　　┃　　　　　　　　　　　　　　┃　　　　　　　　　　┃
　　　┃　　　　　　　┃　　　　　　　　　　　　　　┃　　　　　　　　　　┗━町奉行所同心━━━━━┳━隠密廻り同心━━━━━┳━目明し
　　　┃　　　　　　　┃　　　　　　　　　　　　　　┃　　　　　　　　　　　　　　　　　　　　　　　┃　　　　　　　　　　　　┃
　　　┃　　　　　　　┃　　　　　　　　　　　　　　┃　　　　　　　　　　　　　　　　　　　　　　　┃　　　　　　　　　　　　┗━岡引━━━━━下引
　　　┃　　　　　　　┃　　　　　　　　　　　　　　┃　　　　　　　　　　　　　　　　　　　　　　　┃
　　　┃　　　　　　　┃　　　　　　　　　　　　　　┃　　　　　　　　　　　　　　　　　　　　　　　┣━定町廻り同心━━━━━┳━目明し
　　　┃　　　　　　　┃　　　　　　　　　　　　　　┃　　　　　　　　　　　　　　　　　　　　　　　┃　　　　　　　　　　　　┃
　　　┃　　　　　　　┃　　　　　　　　　　　　　　┃　　　　　　　　　　　　　　　　　　　　　　　┃　　　　　　　　　　　　┗━岡引━━━━━下引
　　　┃　　　　　　　┃　　　　　　　　　　　　　　┃　　　　　　　　　　　　　　　　　　　　　　　┃
　　　┃　　　　　　　┃　　　　　　　　　　　　　　┃　　　　　　　　　　　　　　　　　　　　　　　┣━臨時廻り同心
　　　┃　　　　　　　┃　　　　　　　　　　　　　　┃　　　　　　　　　　　　　　　　　　　　　　　┃
　　　┃　　　　　　　┃　　　　　　　　　　　　　　┃　　　　　　　　　　　　　　　　　　　　　　　┣━下馬廻り同心
　　　┃　　　　　　　┃　　　　　　　　　　　　　　┃　　　　　　　　　　　　　　　　　　　　　　　┃
　　　┃　　　　　　　┃　　　　　　　　　　　　　　┃　　　　　　　　　　　　　　　　　　　　　　　┣━門前廻り同心
　　　┃　　　　　　　┃　　　　　　　　　　　　　　┃　　　　　　　　　　　　　　　　　　　　　　　┃
　　　┃　　　　　　　┃　　　　　　　　　　　　　　┃　　　　　　　　　　　　　　　　　　　　　　　┣━御出座御帳掛同心
　　　┃　　　　　　　┃　　　　　　　　　　　　　　┃　　　　　　　　　　　　　　　　　　　　　　　┃
　　　┃　　　　　　　┃　　　　　　　　　　　　　　┃　　　　　　　　　　　　　　　　　　　　　　　┣━定触役同心
　　　┃　　　　　　　┃　　　　　　　　　　　　　　┃　　　　　　　　　　　　　　　　　　　　　　　┃
　　　┃　　　　　　　┃　　　　　　　　　　　　　　┃　　　　　　　　　　　　　　　　　　　　　　　┣━引纏役同心
　　　┃　　　　　　　┃　　　　　　　　　　　　　　┃　　　　　　　　　　　　　　　　　　　　　　　┃
　　　┃　　　　　　　┃　　　　　　　　　　　　　　┃　　　　　　　　　　　　　　　　　　　　　　　┣━定中役同心
　　　┃　　　　　　　┃　　　　　　　　　　　　　　┃　　　　　　　　　　　　　　　　　　　　　　　┃
　　　┃　　　　　　　┃　　　　　　　　　　　　　　┃　　　　　　　　　　　　　　　　　　　　　　　┗━両組姓名掛同心
　　　┃　　　　　　　┃　　　　　　　　　　　　　　┃
　　　┃　　　　　　　┃　　　　　　　　　　　　　　┣━━━━━━━━━━━━━━━━━━━━━━━━━━━━━━━━━━━━━━中間━━━━━小者
　　　┃　　　　　　　┃　　　　　　　　　　　　　　┃
　　　┃　　　　　　　┃　　　　　　　　　　　　　　┣━牢屋奉行━━━━━┳━牢屋同心━━━━━━━┳━鍵役
　　　┃　　　　　　　┃　　　　　　　　　　　　　　┃　　　　　　　　　　┃　　　　　　　　　　　　┃
　　　┃　　　　　　　┃　　　　　　　　　　　　　　┃　　　　　　　　　　┃　　　　　　　　　　　　┣━数役
　　　┃　　　　　　　┃　　　　　　　　　　　　　　┃　　　　　　　　　　┃　　　　　　　　　　　　┃
　　　┃　　　　　　　┃　　　　　　　　　　　　　　┃　　　　　　　　　　┃　　　　　　　　　　　　┣━打役
　　　┃　　　　　　　┃　　　　　　　　　　　　　　┃　　　　　　　　　　┃　　　　　　　　　　　　┃
　　　┃　　　　　　　┃　　　　　　　　　　　　　　┃　　　　　　　　　　┃　　　　　　　　　　　　┣━小頭
　　　┃　　　　　　　┃　　　　　　　　　　　　　　┃　　　　　　　　　　┃　　　　　　　　　　　　┃
　　　┃　　　　　　　┃　　　　　　　　　　　　　　┃　　　　　　　　　　┃　　　　　　　　　　　　┣━世話役
　　　┃　　　　　　　┃　　　　　　　　　　　　　　┃　　　　　　　　　　┃　　　　　　　　　　　　┃
　　　┃　　　　　　　┃　　　　　　　　　　　　　　┃　　　　　　　　　　┃　　　　　　　　　　　　┣━書役━━━━━━━━━┳━本牢当番
　　　┃　　　　　　　┃　　　　　　　　　　　　　　┃　　　　　　　　　　┃　　　　　　　　　　　　┃　　　　　　　　　　　　┃
　　　┃　　　　　　　┃　　　　　　　　　　　　　　┃　　　　　　　　　　┃　　　　　　　　　　　　┃　　　　　　　　　　　　┗━百姓牢当番
　　　┃　　　　　　　┃　　　　　　　　　　　　　　┃　　　　　　　　　　┃　　　　　　　　　　　　┃
　　　┃　　　　　　　┃　　　　　　　　　　　　　　┃　　　　　　　　　　┃　　　　　　　　　　　　┗━━━━━━━━━━━━━━牢屋下男
　　　┃　　　　　　　┃　　　　　　　　　　　　　　┃　　　　　　　　　　┃
　　　┃　　　　　　　┃　　　　　　　　　　　　　　┃　　　　　　　　　　┗━牢屋医師
　　　┃　　　　　　　┃　　　　　　　　　　　　　　┃
　　　┃　　　　　　　┃　　　　　　　　　　　　　　┣━本所道役
　　　┃　　　　　　　┃　　　　　　　　　　　　　　┃
　　　┃　　　　　　　┃　　　　　　　　　　　　　　┣━小石川養生所
　　　┃　　　　　　　┃　　　　　　　　　　　　　　┃
　　　┃　　　　　　　┃　　　　　　　　　　　　　　┣━江戸町年寄━━━━━━江戸町名主━━━━━━━━自身番
　　　┃　　　　　　　┃　　　　　　　　　　　　　　┃
　　　┃　　　　　　　┃　　　　　　　　　　　　　　┣━江戸町地割役
　　　┃　　　　　　　┃　　　　　　　　　　　　　　┃
　　　┃　　　　　　　┃　　　　　　　　　　　　　　┣━江戸町火消
　　　┃　　　　　　　┃　　　　　　　　　　　　　　┃
　　　┃　　　　　　　┃　　　　　　　　　　　　　　┗━穢多頭━━━━━━┳━━━━━━━━━━━━━━穢多
　　　┃　　　　　　　┃　　　　　　　　　　　　　　　　　　　　　　　　　┃
　　　┃　　　　　　　┃　　　　　　　　　　　　　　　　　　　　　　　　　┗━非人頭━━━━━━━━━━非人
　　　┃　　　　　　　┃
　　　┃　　　　　　　┣━大坂定番━━━━━━━━━┳━大坂破損並材木奉行━━大坂破損並材木奉行手代
　　　┃　　　　　　　┃　　　　　　　　　　　　　　┃
　　　┃　　　　　　　┃　　　　　　　　　　　　　　┣━大坂具足奉行━━━━━大坂具足奉行同心
　　　┃　　　　　　　┃　　　　　　　　　　　　　　┃
　　　┃　　　　　　　┃　　　　　　　　　　　　　　┣━大坂鉄砲方━━━━━━大坂鉄砲方同心
　　　┃　　　　　　　┃　　　　　　　　　　　　　　┃
　　　┃　　　　　　　┃　　　　　　　　　　　　　　┣━大坂弓矢奉行━━━━━大坂弓矢奉行同心
　　　┃　　　　　　　┃　　　　　　　　　　　　　　┃
　　　┃　　　　　　　┃　　　　　　　　　　　　　　┗━大坂鉄砲奉行━━━━━大坂鉄砲奉行同心
　　　┃　　　　　　　┃
　　　┃　　　　　　　┣━大坂加番
　　　┃　　　　　　　┃
　　　┃　　　　　　　┣━大坂城目付
　　　┃　　　　　　　┃
　　　┃　　　　　　　┣━大坂船手━━━━━━━━━┳━大坂船手与力
　　　┃　　　　　　　┃　　　　　　　　　　　　　　┃
　　　┃　　　　　　　┃　　　　　　　　　　　　　　┗━大坂船手水主
　　　┃　　　　　　　┃
　　　┃　　　　　　　┣━大坂町奉行━━━━━━━━━━大坂町奉行所与力━┳━同心支配与力
　　　┃　　　　　　　┃　　　　　　　　　　　　　　　　　　　　　┃
　　　┃　　　　　　　┃　　　　　　　　　　　　　　　　　　　　　┣━寺社役与力
　　　┃　　　　　　　┃　　　　　　　　　　　　　　　　　　　　　┃
　　　┃　　　　　　　┃　　　　　　　　　　　　　　　　　　　　　┣━地方役与力
　　　┃　　　　　　　┃　　　　　　　　　　　　　　　　　　　　　┃
　　　┃　　　　　　　┃　　　　　　　　　　　　　　　　　　　　　┣━川役与力
　　　┃　　　　　　　┃　　　　　　　　　　　　　　　　　　　　　┃
　　　┃　　　　　　　┃　　　　　　　　　　　　　　　　　　　　　┣━石役与力
　　　┃　　　　　　　┃　　　　　　　　　　　　　　　　　　　　　┃
　　　┃　　　　　　　┃　　　　　　　　　　　　　　　　　　　　　┣━金役与力
　　　┃　　　　　　　┃　　　　　　　　　　　　　　　　　　　　　┃
　　　┃　　　　　　　┃　　　　　　　　　　　　　　　　　　　　　┣━酒改方与力
　　　┃　　　　　　　┃　　　　　　　　　　　　　　　　　　　　　┃
　　　┃　　　　　　　┃　　　　　　　　　　　　　　　　　　　　　┣━御蔵目付与力
　　　┃　　　　　　　┃　　　　　　　　　　　　　　　　　　　　　┃
　　　┃　　　　　　　┃　　　　　　　　　　　　　　　　　　　　　┣━普請役与力
　　　┃　　　　　　　┃　　　　　　　　　　　　　　　　　　　　　┃
　　　┃　　　　　　　┃　　　　　　　　　　　　　　　　　　　　　┣━小買物役与力
　　　┃　　　　　　　┃　　　　　　　　　　　　　　　　　　　　　┃
　　　┃　　　　　　　┃　　　　　　　　　　　　　　　　　　　　　┣━塩噌役与力
　　　┃　　　　　　　┃　　　　　　　　　　　　　　　　　　　　　┃
　　　┃　　　　　　　┃　　　　　　　　　　　　　　　　　　　　　┣━糸割符与力
　　　┃　　　　　　　┃　　　　　　　　　　　　　　　　　　　　　┃
　　　┃　　　　　　　┃　　　　　　　　　　　　　　　　　　　　　┣━極印役与力
　　　┃　　　　　　　┃　　　　　　　　　　　　　　　　　　　　　┃
　　　┃　　　　　　　┃　　　　　　　　　　　　　　　　　　　　　┣━火消役与力
　　　┃　　　　　　　┃　　　　　　　　　　　　　　　　　　　　　┃
　　　┃　　　　　　　┃　　　　　　　　　　　　　　　　　　　　　┣━盗賊改与力
　　　┃　　　　　　　┃　　　　　　　　　　　　　　　　　　　　　┃
　　　┃　　　　　　　┃　　　　　　　　　　　　　　　　　　　　　┣━闕所役与力
　　　┃　　　　　　　┃　　　　　　　　　　　　　　　　　　　　　┃
　　　┃　　　　　　　┃　　　　　　　　　　　　　　　　　　　　　┣━遠国役与力
　　　┃　　　　　　　┃　　　　　　　　　　　　　　　　　　　　　┃
　　　┃　　　　　　　┃　　　　　　　　　　　　　　　　　　　　　┣━定町廻与力
　　　┃　　　　　　　┃　　　　　　　　　　　　　　　　　　　　　┃
　　　┃　　　　　　　┃　　　　　　　　　　　　　　　　　　　　　┣━唐物方与力
　　　┃　　　　　　　┃　　　　　　　　　　　　　　　　　　　　　┃
　　　┃　　　　　　　┃　　　　　　　　　　　　　　　　　　　　　┣━流人役与力
　　　┃　　　　　　　┃　　　　　　　　　　　　　　　　　　　　　┃
　　　┃　　　　　　　┃　　　　　　　　　　　　　　　　　　　　　┣━目安証文役与力
　　　┃　　　　　　　┃　　　　　　　　　　　　　　　　　　　　　┃
　　　┃　　　　　　　┃　　　　　　　　　　　　　　　　　　　　　┣━牢扶持改与力
　　　┃　　　　　　　┃　　　　　　　　　　　　　　　　　　　　　┃
　　　┃　　　　　　　┃　　　　　　　　　　　　　　　　　　　　　┗━大坂町奉行所同心━━━┳━加役銅座俵物掛同
　　　┃　　　　　　　┃　　　　　　　　　　　　　　　　　　　　　　　　　　　　　　　　　　┃
　　　┃　　　　　　　┃　　　　　　　　　　　　　　　　　　　　　　　　　　　　　　　　　　┣━諸御用調役同心
　　　┃　　　　　　　┃　　　　　　　　　　　　　　　　　　　　　　　　　　　　　　　　　　┃
　　　┃　　　　　　　┃　　　　　　　　　　　　　　　　　　　　　　　　　　　　　　　　　　┣━加役箱館会所掛同心
　　　┃　　　　　　　┃　　　　　　　　　　　　　　　　　　　　　　　　　　　　　　　　　　┃
　　　┃　　　　　　　┃　　　　　　　　　　　　　　　　　　　　　　　　　　　　　　　　　　┣━加役箱館産物会所掛同心
　　　┃　　　　　　　┃　　　　　　　　　　　　　　　　　　　　　　　　　　　　　　　　　　┃
　　　┃　　　　　　　┃　　　　　　　　　　　　　　　　　　　　　　　　　　　　　　　　　　┣━兵庫西宮上ヶ知方同心
　　　┃　　　　　　　┃　　　　　　　　　　　　　　　　　　　　　　　　　　　　　　　　　　┃
　　　┃　　　　　　　┃　　　　　　　　　　　　　　　　　　　　　　　　　　　　　　　　　　┣━物書役同心
　　　┃　　　　　　　┃　　　　　　　　　　　　　　　　　　　　　　　　　　　　　　　　　　┃
　　　┃　　　　　　　┃　　　　　　　　　　　　　　　　　　　　　　　　　　　　　　　　　　┣━盗賊所御役所定詰方同心
　　　┃　　　　　　　┃　　　　　　　　　　　　　　　　　　　　　　　　　　　　　　　　　　┃
　　　┃　　　　　　　┃　　　　　　　　　　　　　　　　　　　　　　　　　　　　　　　　　　┗━盗賊捕方同心
　　　┃　　　　　　　┃
　　　┃　　　　　　　┣━勘定奉行━━━━━━━━━┳━勘定組頭
　　　┃　　　　　　　┃　　　　　　　　　　　　　　┃
　　　┃　　　　　　　┃　　　　　　　　　　　　　　┣━━━━━━━━━━━━鷹野方組頭
　　　┃　　　　　　　┃　　　　　　　　　　　　　　┃
　　　┃　　　　　　　┃　　　　　　　　　　　　　　┣━━━━━━━━━━━━本所牢屋敷取締役
　　　┃　　　　　　　┃　　　　　　　　　　　　　　┃
　　　┃　　　　　　　┃　　　　　　　　　　　　　　┣━留役勘定組頭
　　　┃　　　　　　　┃　　　　　　　　　　　　　　┃
　　　┃　　　　　　　┃　　　　　　　　　　　　　　┣━評定所番
　　　┃　　　　　　　┃　　　　　　　　　　　　　　┃
　　　┃　　　　　　　┃　　　　　　　　　　　　　　┣━評定所留守居
　　　┃　　　　　　　┃　　　　　　　　　　　　　　┃
　　　┃　　　　　　　┃　　　　　　　　　　　　　　┣━金奉行
　　　┃　　　　　　　┃　　　　　　　　　　　　　　┃
　　　┃　　　　　　　┃　　　　　　　　　　　　　　┣━切手手形改
　　　┃　　　　　　　┃　　　　　　　　　　　　　　┃
　　　┃　　　　　　　┃　　　　　　　　　　　　　　┣━蔵奉行
　　　┃　　　　　　　┃　　　　　　　　　　　　　　┃
　　　┃　　　　　　　┃　　　　　　　　　　　　　　┣━林奉行
　　　┃　　　　　　　┃　　　　　　　　　　　　　　┃
　　　┃　　　　　　　┃　　　　　　　　　　　　　　┣━油漆奉行
　　　┃　　　　　　　┃　　　　　　　　　　　　　　┃
　　　┃　　　　　　　┃　　　　　　　　　　　　　　┣━川船改役
　　　┃　　　　　　　┃　　　　　　　　　　　　　　┃
　　　┃　　　　　　　┃　　　　　　　　　　　　　　┣━大坂金奉行
　　　┃　　　　　　　┃　　　　　　　　　　　　　　┃
　　　┃　　　　　　　┃　　　　　　　　　　　　　　┣━大坂蔵奉行
　　　┃　　　　　　　┃　　　　　　　　　　　　　　┃
　　　┃　　　　　　　┃　　　　　　　　　　　　　　┣━二条蔵奉行
　　　┃　　　　　　　┃　　　　　　　　　　　　　　┃
　　　┃　　　　　　　┃　　　　　　　　　　　　　　┣━禁裡入用取調役
　　　┃　　　　　　　┃　　　　　　　　　　　　　　┃
　　　┃　　　　　　　┃　　　　　　　　　　　　　　┣━金座
　　　┃　　　　　　　┃　　　　　　　　　　　　　　┃
　　　┃　　　　　　　┃　　　　　　　　　　　　　　┣━銀座
　　　┃　　　　　　　┃　　　　　　　　　　　　　　┃
　　　┃　　　　　　　┃　　　　　　　　　　　　　　┣━銅座
　　　┃　　　　　　　┃　　　　　　　　　　　　　　┃
　　　┃　　　　　　　┃　　　　　　　　　　　　　　┣━鉄座
　　　┃　　　　　　　┃　　　　　　　　　　　　　　┃
　　　┃　　　　　　　┃　　　　　　　　　　　　　　┣━真鍮座
　　　┃　　　　　　　┃　　　　　　　　　　　　　　┃
　　　┃　　　　　　　┃　　　　　　　　　　　　　　┣━朱座
　　　┃　　　　　　　┃　　　　　　　　　　　　　　┃
　　　┃　　　　　　　┃　　　　　　　　　　　　　　┣━銭座
　　　┃　　　　　　　┃　　　　　　　　　　　　　　┃
　　　┃　　　　　　　┃　　　　　　　　　　　　　　┣━郡代
　　　┃　　　　　　　┃　　　　　　　　　　　　　　┃
　　　┃　　　　　　　┃　　　　　　　　　　　　　　┗━代官
　　　┃　　　　　　　┃
　　　┃　　　　　　　┣━勘定吟味役━━━━━━━━━━勘定吟味役改役━━━━勘定吟味役改役並━━━━━勘定吟味役下役━━━━━━当分出役
　　　┃　　　　　　　┃
　　　┃　　　　　　　┣━作事奉行━━━━━━━━━┳━京都大工頭━━━━━━京都大工棟梁━━━━━━━京都大工
　　　┃　　　　　　　┃　　　　　　　　　　　　　　┃
　　　┃　　　　　　　┃　　　　　　　　　　　　　　┣━大工頭━━━━━━━━━━━━━━━━━━━━━大工役の者
　　　┃　　　　　　　┃　　　　　　　　　　　　　　┃
　　　┃　　　　　　　┃　　　　　　　　　　　　　　┣━作事下奉行━━━━━━━━━━━━━━━━━┳━作事下奉行手代
　　　┃　　　　　　　┃　　　　　　　　　　　　　　┃　　　　　　　　　　　　　　　　　　　　　　　┃
　　　┃　　　　　　　┃　　　　　　　　　　　　　　┃　　　　　　　　　　　　　　　　　　　　　　　┗━作事下奉行書役
　　　┃　　　　　　　┃　　　　　　　　　　　　　　┃
　　　┃　　　　　　　┃　　　　　　　　　　　　　　┣━畳奉行━━━━━━━━━━━━━━━━━━━┳━畳奉行手代
　　　┃　　　　　　　┃　　　　　　　　　　　　　　┃　　　　　　　　　　　　　　　　　　　　　　　┃
　　　┃　　　　　　　┃　　　　　　　　　　　　　　┃　　　　　　　　　　　　　　　　　　　　　　　┗━畳蔵門番人
　　　┃　　　　　　　┃　　　　　　　　　　　　　　┃
　　　┃　　　　　　　┃　　　　　　　　　　　　　　┣━細工所頭━━━━━┳━細工所組頭━━━━━━━━細工所同心
　　　┃　　　　　　　┃　　　　　　　　　　　　　　┃　　　　　　　　　　┃
　　　┃　　　　　　　┃　　　　　　　　　　　　　　┃　　　　　　　　　　┣━細工所勘定役頭取━━━━━細工所勘定役
　　　┃　　　　　　　┃　　　　　　　　　　　　　　┃　　　　　　　　　　┃
　　　┃　　　　　　　┃　　　　　　　　　　　　　　┃　　　　　　　　　　┣━細工所勘定改役
　　　┃　　　　　　　┃　　　　　　　　　　　　　　┃　　　　　　　　　　┃
　　　┃　　　　　　　┃　　　　　　　　　　　　　　┃　　　　　　　　　　┗━細工方改役━━━━━━━━細工方抱入
　　　┃　　　　　　　┃　　　　　　　　　　　　　　┃
　　　┃　　　　　　　┃　　　　　　　　　　　　　　┣━作事方被官━━━━┳━作事方勘定役
　　　┃　　　　　　　┃　　　　　　　　　　　　　　┃　　　　　　　　　　┃
　　　┃　　　　　　　┃　　　　　　　　　　　　　　┃　　　　　　　　　　┣━作事方小役
　　　┃　　　　　　　┃　　　　　　　　　　　　　　┃　　　　　　　　　　┃
　　　┃　　　　　　　┃　　　　　　　　　　　　　　┃　　　　　　　　　　┣━作事方手代
　　　┃　　　　　　　┃　　　　　　　　　　　　　　┃　　　　　　　　　　┃
　　　┃　　　　　　　┃　　　　　　　　　　　　　　┃　　　　　　　　　　┣━作事方書役
　　　┃　　　　　　　┃　　　　　　　　　　　　　　┃　　　　　　　　　　┃
　　　┃　　　　　　　┃　　　　　　　　　　　　　　┃　　　　　　　　　　┣━作事方定普請同心組頭━━━作事方定普請同心
　　　┃　　　　　　　┃　　　　　　　　　　　　　　┃　　　　　　　　　　┃
　　　┃　　　　　　　┃　　　　　　　　　　　　　　┃　　　　　　　　　　┣━作事方手大工組頭━━━━━作事方手大工世話役
　　　┃　　　　　　　┃　　　　　　　　　　　　　　┃　　　　　　　　　　┃
　　　┃　　　　　　　┃　　　　　　　　　　　　　　┃　　　　　　　　　　┣━作事方定小屋門番人
　　　┃　　　　　　　┃　　　　　　　　　　　　　　┃　　　　　　　　　　┃
　　　┃　　　　　　　┃　　　　　　　　　　　　　　┃　　　　　　　　　　┣━餝棟梁
　　　┃　　　　　　　┃　　　　　　　　　　　　　　┃　　　　　　　　　　┃
　　　┃　　　　　　　┃　　　　　　　　　　　　　　┃　　　　　　　　　　┣━作事方大棟梁
　　　┃　　　　　　　┃　　　　　　　　　　　　　　┃　　　　　　　　　　┃
　　　┃　　　　　　　┃　　　　　　　　　　　　　　┃　　　　　　　　　　┣━大鋸棟梁
　　　┃　　　　　　　┃　　　　　　　　　　　　　　┃　　　　　　　　　　┃
　　　┃　　　　　　　┃　　　　　　　　　　　　　　┃　　　　　　　　　　┗━小細工奉行━━━━━━━━小細工奉行手代
　　　┃　　　　　　　┃　　　　　　　　　　　　　　┃
　　　┃　　　　　　　┃　　　　　　　　　　　　　　┣━瓦奉行
　　　┃　　　　　　　┃　　　　　　　　　　　　　　┃
　　　┃　　　　　　　┃　　　　　　　　　　　　　　┣━植木奉行━━━━━━━━━━━━━━━━━━┳━植木奉行手代
　　　┃　　　　　　　┃　　　　　　　　　　　　　　┃　　　　　　　　　　　　　　　　　　　　　　　┃
　　　┃　　　　　　　┃　　　　　　　　　　　　　　┃　　　　　　　　　　　　　　　　　　　　　　　┗━植木奉行同心
　　　┃　　　　　　　┃　　　　　　　　　　　　　　┃
　　　┃　　　　　　　┃　　　　　　　　　　　　　　┗━作事方庭作
　　　┃　　　　　　　┃
　　　┃　　　　　　　┣━普請奉行
　　　┃　　　　　　　┃
　　　┃　　　　　　　┣━小普請支配
　　　┃　　　　　　　┃
　　　┃　　　　　　　┣━旗奉行
　　　┃　　　　　　　┃
　　　┃　　　　　　　┣━槍奉行━━━━━━━━━━━━八王子千人頭━千人同心組頭━千人同心
　　　┃　　　　　　　┃
　　　┃　　　　　　　┣━留守居番
　　　┃　　　　　　　┃
　　　┃　　　　　　　┣━大目付━━━━━━━━━━┳━闕所物奉行
　　　┃　　　　　　　┃　　　　　　　　　　　　　　┃
　　　┃　　　　　　　┃　　　　　　　　　　　　　　┣━肝煎坊主
　　　┃　　　　　　　┃　　　　　　　　　　　　　　┃
　　　┃　　　　　　　┃　　　　　　　　　　　　　　┣━宗門改加役人別帳改
　　　┃　　　　　　　┃　　　　　　　　　　　　　　┃
　　　┃　　　　　　　┃　　　　　　　　　　　　　　┣━道中奉行
　　　┃　　　　　　　┃　　　　　　　　　　　　　　┃
　　　┃　　　　　　　┃　　　　　　　　　　　　　　┣━服忌令分限帳改
　　　┃　　　　　　　┃　　　　　　　　　　　　　　┃
　　　┃　　　　　　　┃　　　　　　　　　　　　　　┣━日記帳改
　　　┃　　　　　　　┃　　　　　　　　　　　　　　┃
　　　┃　　　　　　　┃　　　　　　　　　　　　　　┗━十里四方鉄砲改
　　　┃　　　　　　　┣━交替寄合
　　　┃　　　　　　　┃
　　　┃　　　　　　　┣━駿府城代━━━━━━━━━┳━駿府武具奉行
　　　┃　　　　　　　┃　　　　　　　　　　　　　　┃
　　　┃　　　　　　　┃　　　　　　　　　　　　　　┣━駿府定番
　　　┃　　　　　　　┃　　　　　　　　　　　　　　┃
　　　┃　　　　　　　┃　　　　　　　　　　　　　　┣━駿府城定番目付
　　　┃　　　　　　　┃　　　　　　　　　　　　　　┃
　　　┃　　　　　　　┃　　　　　　　　　　　　　　┣━久能山総門番
　　　┃　　　　　　　┃　　　　　　　　　　　　　　┃
　　　┃　　　　　　　┃　　　　　　　　　　　　　　┗━久能山総門番目代
　　　┃　　　　　　　┃
　　　┃　　　　　　　┣━駿府加番
　　　┃　　　　　　　┃
　　　┃　　　　　　　┣━駿府町奉行
　　　┃　　　　　　　┃
　　　┃　　　　　　　┣━禁裡付
　　　┃　　　　　　　┃
　　　┃　　　　　　　┣━仙洞付
　　　┃　　　　　　　┃
　　　┃　　　　　　　┣━京都町奉行━━━━━━━━┳━京都町奉行所与力
　　　┃　　　　　　　┃　　　　　　　　　　　　　　┃
　　　┃　　　　　　　┃　　　　　　　　　　　　　　┣━雑色
　　　┃　　　　　　　┃　　　　　　　　　　　　　　┃
　　　┃　　　　　　　┃　　　　　　　　　　　　　　┣━━━━━━━━━━━━━━━━━━━━━━━━━穢多年寄
　　　┃　　　　　　　┃　　　　　　　　　　　　　　┃
　　　┃　　　　　　　┃　　　　　　　　　　　　　　┗━━━━━━━━━━━━━━━━━━━━━━━━━悲田院年寄
　　　┃　　　　　　　┃
　　　┃　　　　　　　┣━伏見奉行
　　　┃　　　　　　　┃
　　　┃　　　　　　　┣━長崎奉行
　　　┃　　　　　　　┃
　　　┃　　　　　　　┣━奈良奉行
　　　┃　　　　　　　┃
　　　┃　　　　　　　┣━伊勢山田奉行
　　　┃　　　　　　　┃
　　　┃　　　　　　　┣━日光奉行━━━━━━━━━━━東叡山目代
　　　┃　　　　　　　┃
　　　┃　　　　　　　┣━堺奉行
　　　┃　　　　　　　┃
　　　┃　　　　　　　┣━浦賀奉行
　　　┃　　　　　　　┃
　　　┃　　　　　　　┣━新潟奉行
　　　┃　　　　　　　┃
　　　┃　　　　　　　┣━佐渡奉行
　　　┃　　　　　　　┃
　　　┃　　　　　　　┣━箱館奉行
　　　┃　　　　　　　┃
　　　┃　　　　　　　┣━羽田奉行
　　　┃　　　　　　　┃
　　　┃　　　　　　　┣━甲府勤番支配
　　　┃　　　　　　　┃
　　　┃　　　　　　　┣━表絵師
　　　┃　　　　　　　┃
　　　┃　　　　　　　┗━奥絵師
　　　┃
　　　┣━若年寄━━━┳━御広敷用人
　　　┃　　　　　　　┃
　　　┃　　　　　　　┣━数奇屋坊主頭
　　　┃　　　　　　　┃
　　　┃　　　　　　　┣━同朋頭━━━━━━━━━━━━奥坊主頭
　　　┃　　　　　　　┃
　　　┃　　　　　　　┣━馬医方
　　　┃　　　　　　　┃
　　　┃　　　　　　　┣━召馬預
　　　┃　　　　　　　┃
　　　┃　　　　　　　┣━馬預━━━━━━━━━━━┳━馬方
　　　┃　　　　　　　┃　　　　　　　　　　　　　　┃
　　　┃　　　　　　　┃　　　　　　　　　　　　　　┣━馬飼小頭
　　　┃　　　　　　　┃　　　　　　　　　　　　　　┃
　　　┃　　　　　　　┃　　　　　　　　　　　　　　┗━野馬奉行
　　　┃　　　　　　　┃
　　　┃　　　　　　　┣━書物奉行
　　　┃　　　　　　　┃
　　　┃　　　　　　　┣━駒場薬園預
　　　┃　　　　　　　┃
　　　┃　　　　　　　┣━小石川薬園奉行
　　　┃　　　　　　　┃
　　　┃　　　　　　　┣━吹上奉行━━━━━━━━━━━吹上添奉行
　　　┃　　　　　　　┃
　　　┃　　　　　　　┣━浜御殿奉行━━━━━━━━━━浜御殿添奉行
　　　┃　　　　　　　┃
　　　┃　　　　　　　┣━膳奉行
　　　┃　　　　　　　┃
　　　┃　　　　　　　┣━賄頭
　　　┃　　　　　　　┃
　　　┃　　　　　　　┣━膳所台所頭
　　　┃　　　　　　　┃
　　　┃　　　　　　　┣━奥膳所台所頭
　　　┃　　　　　　　┃
　　　┃　　　　　　　┣━表台所頭
　　　┃　　　　　　　┃
　　　┃　　　　　　　┣━西の丸膳所台所頭
　　　┃　　　　　　　┃
　　　┃　　　　　　　┣━西の丸表台所頭
　　　┃　　　　　　　┃
　　　┃　　　　　　　┣━歌学者
　　　┃　　　　　　　┃
　　　┃　　　　　　　┣━典薬頭
　　　┃　　　　　　　┃
　　　┃　　　　　　　┣━表番外科
　　　┃　　　　　　　┃
　　　┃　　　　　　　┣━表番医師
　　　┃　　　　　　　┃
　　　┃　　　　　　　┣━奥外科
　　　┃　　　　　　　┃
　　　┃　　　　　　　┣━奥鍼治
　　　┃　　　　　　　┃
　　　┃　　　　　　　┣━奥医師
　　　┃　　　　　　　┃
　　　┃　　　　　　　┣━奥口科医師
　　　┃　　　　　　　┃
　　　┃　　　　　　　┣━奥眼科医師
　　　┃　　　　　　　┃
　　　┃　　　　　　　┣━寄合医師
　　　┃　　　　　　　┃
　　　┃　　　　　　　┣━御目見医師
　　　┃　　　　　　　┃
　　　┃　　　　　　　┣━小石川養生所医師
　　　┃　　　　　　　┃
　　　┃　　　　　　　┣━天文方
　　　┃　　　　　　　┃
　　　┃　　　　　　　┣━林大学頭
　　　┃　　　　　　　┃
　　　┃　　　　　　　┣━学問所奉行━━━━━━━━━━学問所詰儒者
　　　┃　　　　　　　┃
　　　┃　　　　　　　┣━蕃書調所頭取
　　　┃　　　　　　　┃
　　　┃　　　　　　　┣━奥儒者
　　　┃　　　　　　　┃
　　　┃　　　　　　　┣━表祐筆組頭
　　　┃　　　　　　　┃
　　　┃　　　　　　　┣━奥祐筆組頭
　　　┃　　　　　　　┃
　　　┃　　　　　　　┣━進物番
　　　┃　　　　　　　┃
　　　┃　　　　　　　┣━腰物奉行
　　　┃　　　　　　　┃
　　　┃　　　　　　　┣━納戸頭
　　　┃　　　　　　　┃
　　　┃　　　　　　　┣━西の丸諸役━━━━━━━━┳━西の丸留守居
　　　┃　　　　　　　┃　　　　　　　　　　　　　　┃
　　　┃　　　　　　　┃　　　　　　　　　　　　　　┗━西の丸裏門番頭
　　　┃　　　　　　　┃
　　　┃　　　　　　　┣━御三卿付諸役
　　　┃　　　　　　　┃
　　　┃　　　　　　　┣━屋敷改並新地改（新地奉行）
　　　┃　　　　　　　┃
　　　┃　　　　　　　┣━二の丸留守居
　　　┃　　　　　　　┃
　　　┃　　　　　　　┣━船手頭
　　　┃　　　　　　　┃
　　　┃　　　　　　　┣━召船役
　　　┃　　　　　　　┃
　　　┃　　　　　　　┣━中川番
　　　┃　　　　　　　┃
　　　┃　　　　　　　┣━火付盗賊改
　　　┃　　　　　　　┃
　　　┃　　　　　　　┣━徒頭
　　　┃　　　　　　　┃
　　　┃　　　　　　　┣━小十人頭
　　　┃　　　　　　　┃
　　　┃　　　　　　　┣━鳥見組頭
　　　┃　　　　　　　┃
　　　┃　　　　　　　┣━鷹匠支配
　　　┃　　　　　　　┃
　　　┃　　　　　　　┣━出火之節見廻役
　　　┃　　　　　　　┃
　　　┃　　　　　　　┣━本所深川出火之節見廻役
　　　┃　　　　　　　┃
　　　┃　　　　　　　┣━使番
　　　┃　　　　　　　┃
　　　┃　　　　　　　┣━目付━━━━━━━━━━━┳━徒目付組頭
　　　┃　　　　　　　┃　　　　　　　　　　　　　　┃
　　　┃　　　　　　　┃　　　　　　　　　　　　　　┣━小十人目付組頭
　　　┃　　　　　　　┃　　　　　　　　　　　　　　┃
　　　┃　　　　　　　┃　　　　　　　　　　　　　　┣━━━━━━━━━━━━━━━━━━━━━━━━━中間目付
　　　┃　　　　　　　┃　　　　　　　　　　　　　　┃
　　　┃　　　　　　　┃　　　　　　　　　　　　　　┣━貝役
　　　┃　　　　　　　┃　　　　　　　　　　　　　　┃
　　　┃　　　　　　　┃　　　　　　　　　　　　　　┣━押太鼓役
　　　┃　　　　　　　┃　　　　　　　　　　　　　　┃
　　　┃　　　　　　　┃　　　　　　　　　　　　　　┣━━━━━━━━━━━━掃除頭
　　　┃　　　　　　　┃　　　　　　　　　　　　　　┃
　　　┃　　　　　　　┃　　　　　　　　　　　　　　┣━━━━━━━━━━━━提灯奉行
　　　┃　　　　　　　┃　　　　　　　　　　　　　　┃
　　　┃　　　　　　　┃　　　　　　　　　　　　　　┣━━━━━━━━━━━━中間頭
　　　┃　　　　　　　┃　　　　　　　　　　　　　　┃
　　　┃　　　　　　　┃　　　　　　　　　　　　　　┣━━━━━━━━━━━━駕籠頭
　　　┃　　　　　　　┃　　　　　　　　　　　　　　┃
　　　┃　　　　　　　┃　　　　　　　　　　　　　　┣━━━━━━━━━━━━黒鍬頭
　　　┃　　　　　　　┃　　　　　　　　　　　　　　┃
　　　┃　　　　　　　┃　　　　　　　　　　　　　　┣━━━━━━━━━━━━小人頭
　　　┃　　　　　　　┃　　　　　　　　　　　　　　┃
　　　┃　　　　　　　┃　　　　　　　　　　　　　　┣━表火之番組頭
　　　┃　　　　　　　┃　　　　　　　　　　　　　　┃
　　　┃　　　　　　　┃　　　　　　　　　　　　　　┣━━━━━━━━━━━━玄関番
　　　┃　　　　　　　┃　　　　　　　　　　　　　　┃
　　　┃　　　　　　　┃　　　　　　　　　　　　　　┣━━━━━━━━━━━━中の口番
　　　┃　　　　　　　┃　　　　　　　　　　　　　　┃
　　　┃　　　　　　　┃　　　　　　　　　　　　　　┣━━━━━━━━━━━━伝奏屋敷番
　　　┃　　　　　　　┃　　　　　　　　　　　　　　┃
　　　┃　　　　　　　┃　　　　　　　　　　　　　　┣━浜吟味役
　　　┃　　　　　　　┃　　　　　　　　　　　　　　┃
　　　┃　　　　　　　┃　　　　　　　　　　　　　　┣━小普請方改役
　　　┃　　　　　　　┃　　　　　　　　　　　　　　┃
　　　┃　　　　　　　┃　　　　　　　　　　　　　　┣━━━━━━━━━━━━二の丸火之番
　　　┃　　　　　　　┃　　　　　　　　　　　　　　┃
　　　┃　　　　　　　┃　　　　　　　　　　　　　　┣━━━━━━━━━━━━━━━━━━━━━━━━━台所番
　　　┃　　　　　　　┃　　　　　　　　　　　　　　┃
　　　┃　　　　　　　┃　　　　　　　　　　　　　　┗━━━━━━━━━━━━目付支配無役世話役
　　　┃　　　　　　　┃
　　　┃　　　　　　　┣━定火消役
　　　┃　　　　　　　┃
　　　┃　　　　　　　┣━先手弓頭
　　　┃　　　　　　　┃
　　　┃　　　　　　　┣━先手鉄砲頭
　　　┃　　　　　　　┃
　　　┃　　　　　　　┣━鉄砲方
　　　┃　　　　　　　┃
　　　┃　　　　　　　┣━持筒頭
　　　┃　　　　　　　┃
　　　┃　　　　　　　┣━持弓頭
　　　┃　　　　　　　┃
　　　┃　　　　　　　┣━鉄砲百人組頭
　　　┃　　　　　　　┃
　　　┃　　　　　　　┣━小納戸頭取
　　　┃　　　　　　　┃
　　　┃　　　　　　　┣━小姓頭取
　　　┃　　　　　　　┃
　　　┃　　　　　　　┣━中奥番
　　　┃　　　　　　　┃
　　　┃　　　　　　　┣━中奥小姓
　　　┃　　　　　　　┃
　　　┃　　　　　　　┣━小姓組番頭
　　　┃　　　　　　　┃
　　　┃　　　　　　　┣━書院番頭
　　　┃　　　　　　　┃
　　　┃　　　　　　　┣━新番頭
　　　┃　　　　　　　┃
　　　┃　　　　　　　┣━小普請奉行
　　　┃　　　　　　　┃
　　　┃　　　　　　　┣━奥詰衆
　　　┃　　　　　　　┃
　　　┃　　　　　　　┣━講武所奉行
　　　┃　　　　　　　┃
　　　┃　　　　　　　┣━材木石奉行
　　　┃　　　　　　　┃
　　　┃　　　　　　　┗━軍艦操練所頭取
　　　┃
　　　┣━奏者番
　　　┃
　　　┣━寺社奉行━━┳━吟味物調役
　　　┃　　　　　　　┃
　　　┃　　　　　　　┣━紅葉山火之番
　　　┃　　　　　　　┃
　　　┃　　　　　　　┣━紅葉山御宮御霊屋付坊主
　　　┃　　　　　　　┃
　　　┃　　　　　　　┣━紅葉山高盛坊主
　　　┃　　　　　　　┃
　　　┃　　　　　　　┣━紅葉山掃除之者組頭
　　　┃　　　　　　　┃
　　　┃　　　　　　　┣━神道方
　　　┃　　　　　　　┃
　　　┃　　　　　　　┣━楽人方
　　　┃　　　　　　　┃
　　　┃　　　　　　　┣━連歌師
　　　┃　　　　　　　┃
　　　┃　　　　　　　┣━碁所
　　　┃　　　　　　　┃
　　　┃　　　　　　　┣━将棋所
　　　┃　　　　　　　┃
　　　┃　　　　　　　┗━大西慶梧役
　　　┃
　　　┣━京都所司代━┳━京都郡代
　　　┃　　　　　　　┃
　　　┃　　　　　　　┣━二条城門番之頭
　　　┃　　　　　　　┃
　　　┃　　　　　　　┣━二条城御殿預
　　　┃　　　　　　　┃
　　　┃　　　　　　　┗━二条城鉄砲奉行
　　　┃
　　　┗━大坂城代

```

## 駿府政権

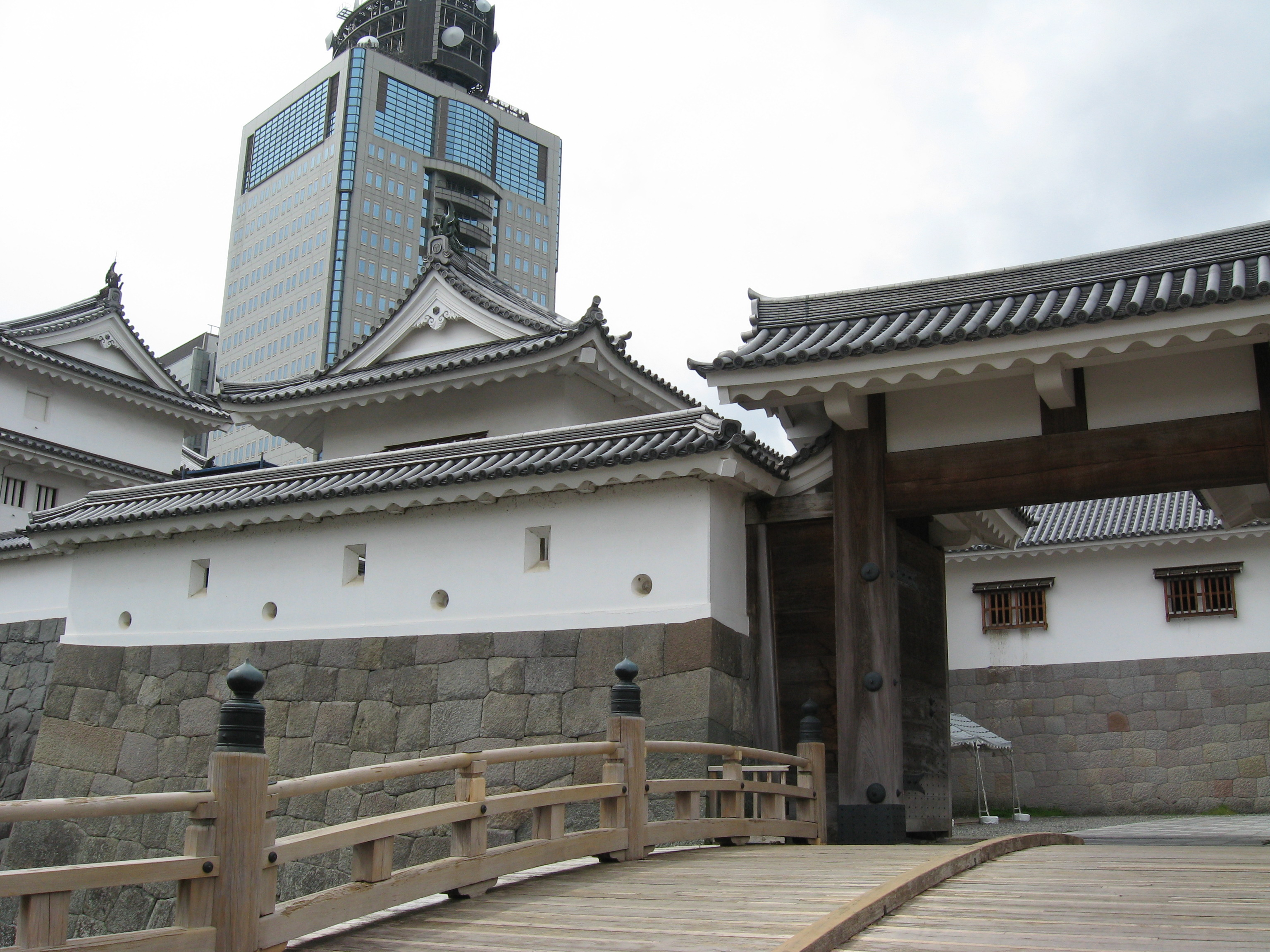
駿府城

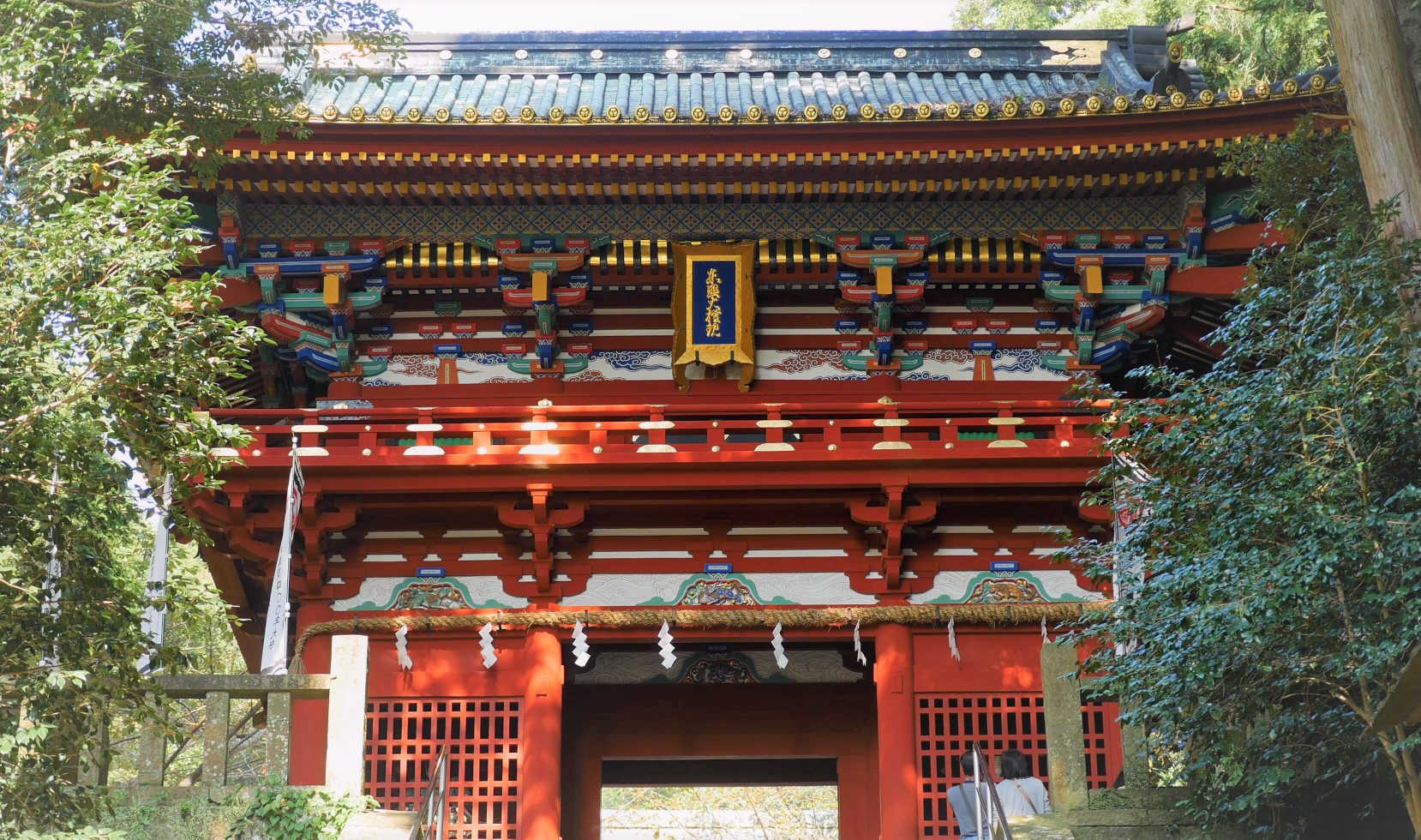
久能山東照宮

江戸幕府を開府した初代将軍・徳川家康は、1605年（慶長10年）に将軍職を子の徳川秀忠に譲り大御所となり、駿府城に隠居城を構えた。
大御所となった後も家康は現役将軍の権威に配慮しつつも政治を主導し大御所政治を行った。
主に西国政策（朝廷や豊臣家、西国大名との対応）を中心に、外交・内政への指示、法令起草など江戸幕府と連携した政策が行われた。
1616年（元和2年）の家康の死去により政権は江戸（将軍 秀忠）に統一された。
主な幕閣
- 新参譜代
  - 本多正純、成瀬正成、安藤直次、竹腰正信、長谷川藤広
- 近習出頭人
  - 松平正綱、板倉重昌、秋元泰朝
- 僧侶
  - 以心崇伝（金地院崇伝）、天海
- 学者
  - 林羅山
- 豪商
  - 茶屋四郎次郎、後藤庄三郎、角倉了以、湯浅作兵衛
- 外国人顧問
  - 三浦按針、ヤン・ヨーステン

駿府政権下では、豊臣家との大坂の陣、以心崇伝による武家諸法度、禁中並公家諸法度起草など江戸幕府の支配体制が築き上げられた。
幕府御金改役の後藤庄三郎光次が著した駿府政事録が残されている。
江戸政権（江戸幕府）
秀忠の居る江戸では主に東国に対する政策を行った。秀忠が政治を実際に取り仕切るようになったのは家康の死後からである。一方で、幕府内の軍権は秀忠により増強・統制され、財政も段階的に駿府から江戸へ移管された。
幕閣では主に譜代が登用された。
- 江戸政権下での幕閣[5]
  - 本多正信、青山忠成、内藤清成（関東総奉行）
  - 大久保忠隣、酒井忠世、土井利勝、安藤重信（江戸年寄）
  - 酒井忠利（留守居）
  - 水野忠元、井上正就（江戸老中）
  - 米津田政、島田利正（江戸町奉行）

## 大坂幕府構想
以下に述べる内容は藤田達生・跡部信が主張する初期の徳川幕府が大坂へ移転する計画があったとする論だが、当時の幕府がこのような移転を正式に表明した史料は無く、また2022年の段階では定説でもない。
結果的に徳川幕府は武蔵国の江戸に本拠を置くことになったが、徳川家にとってこれは不本意なものであったとする。大坂夏の陣終了直後の元和元年（1615年）6月、徳川家康は大坂を将軍・秀忠の居城とし政権の本拠地とする考えを示した。天正18年（1590年）、徳川氏は豊臣秀吉の命令により関東・奥羽経営のため東国に転封されていたが、豊臣氏の滅亡によって東国を本拠地とする理由を喪失していた。
大坂は太田牛一が『信長公記』巻13で「そもそも大坂は日本一の境地」であり、堺・奈良・京都に近く四方を山に囲まれ要塞堅固なうえ、明・朝鮮・南蛮から貿易船が来航し、五畿七道の産物が集まり経済力の秀でた都市、と記すように近世初頭の日本において最重要の地であった。永禄13年/元亀元年（1570年）、織田信長は西国攻略の拠点として大坂本願寺に土地の明け渡しを求め、これを拒否した本願寺と10年間にわたって戦争が行われ、信長の後継者の豊臣秀吉は政治・経済・対外交流・軍事の要衝である大坂を本拠として天下統一を成し遂げていた。また秀吉は大坂・京都・伏見の3都市によって、中世の荘園制に立脚した市場構造とは異なる新たな中央市場圏を確立しており、その重要性はさらに増していた。だが、この最初の大坂幕府構想は翌元和2年（1616年）の家康の死没により中絶することになった。
- 上記の秀忠大坂居住説は元和元年6月26日付島津忠恒宛島津義弘書状に風説として記載があり、秋から来春に普請の用意が必要と伝えている。しかし同月8日に松平忠明に大坂が与えられた話が伝わり、閏6月16日付義弘宛忠恒書状でその風説は否定された。

一度は断念した幕府の大坂移転構想だったが、公武合体政権の樹立を念願とする秀忠によって再び動き出した。

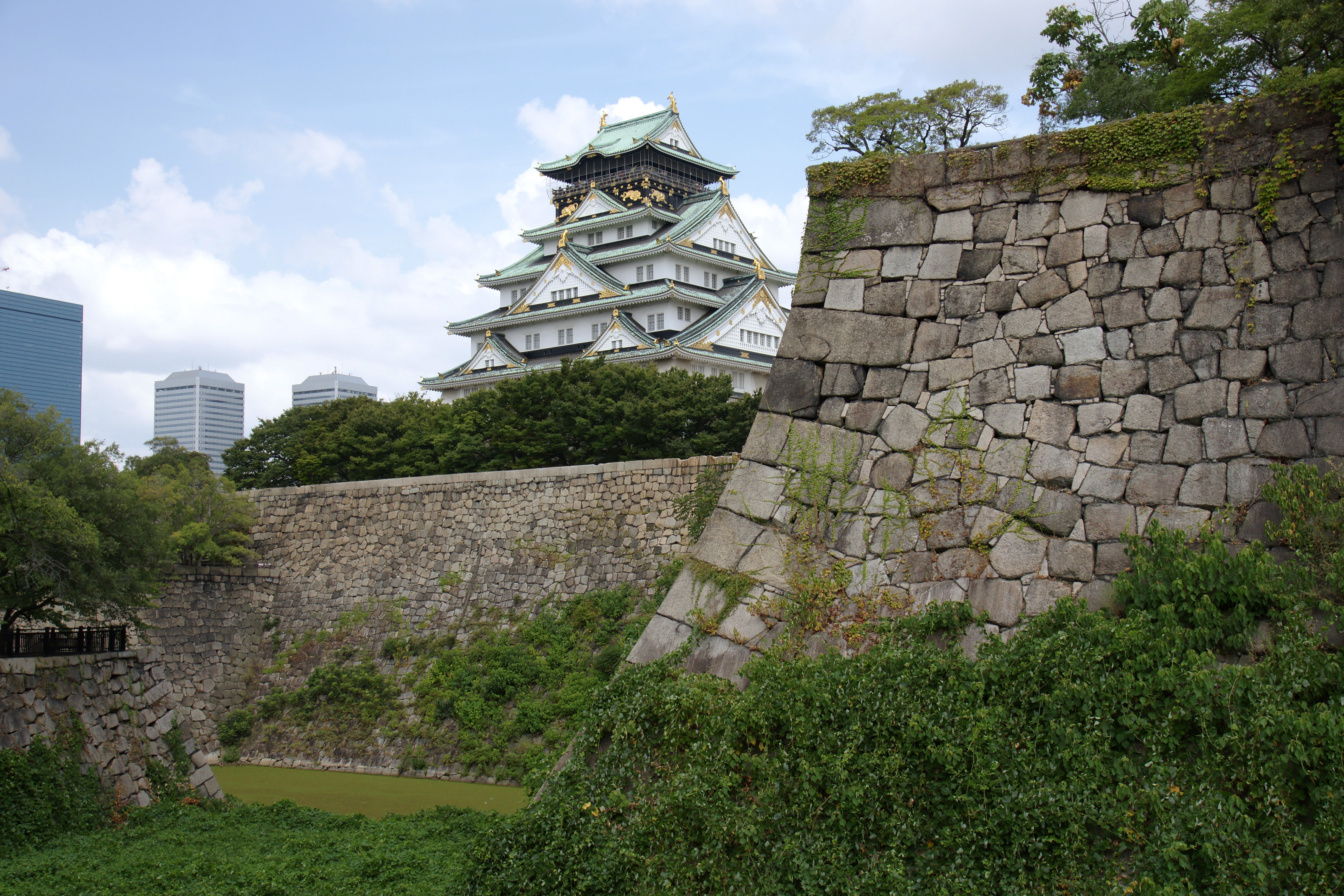
豪壮華麗、石積みの芸術と評される徳川期大坂城の石垣。近世城郭石垣の技術的頂点に位置する。

元和5年（1619年）、大坂城代を務めていた松平忠明が大和国郡山藩に国替され、幕府は大坂を直轄地とした。その後藤堂高虎、小堀遠州の主導のもと大坂城を幕府の新たな拠点とすべく再築が進められ、長期に及ぶ天下普請の末寛永5年（1628年）に新たな大坂城が完成した。
一方で朝廷と幕府による公武合体構想は迷走していた。幕府による公武合体構想は既に家康の時代から秀忠と江の女、和子を後水尾天皇に入内させる計画が進んでいた。家康は後水尾天皇と和子の間に生まれるであろう皇子に皇位継承させ、徳川家が天皇の外戚になろうと目論んでおり、慶長19年（1614年）には和子の入内が決定した。しかし元和2年の家康の死没に続いて元和3年（1617年）の後陽成上皇の薨去で和子の入内は一旦延期されることになった。
その後、和子の入内が元和5年（1619年）に行われることが改めて決定したが、元和4年（1618年）後水尾天皇と四辻与津子の間に後継者となる第一皇子・賀茂宮が誕生していた事実は徳川家に打撃を与え、再び入内が延期された。

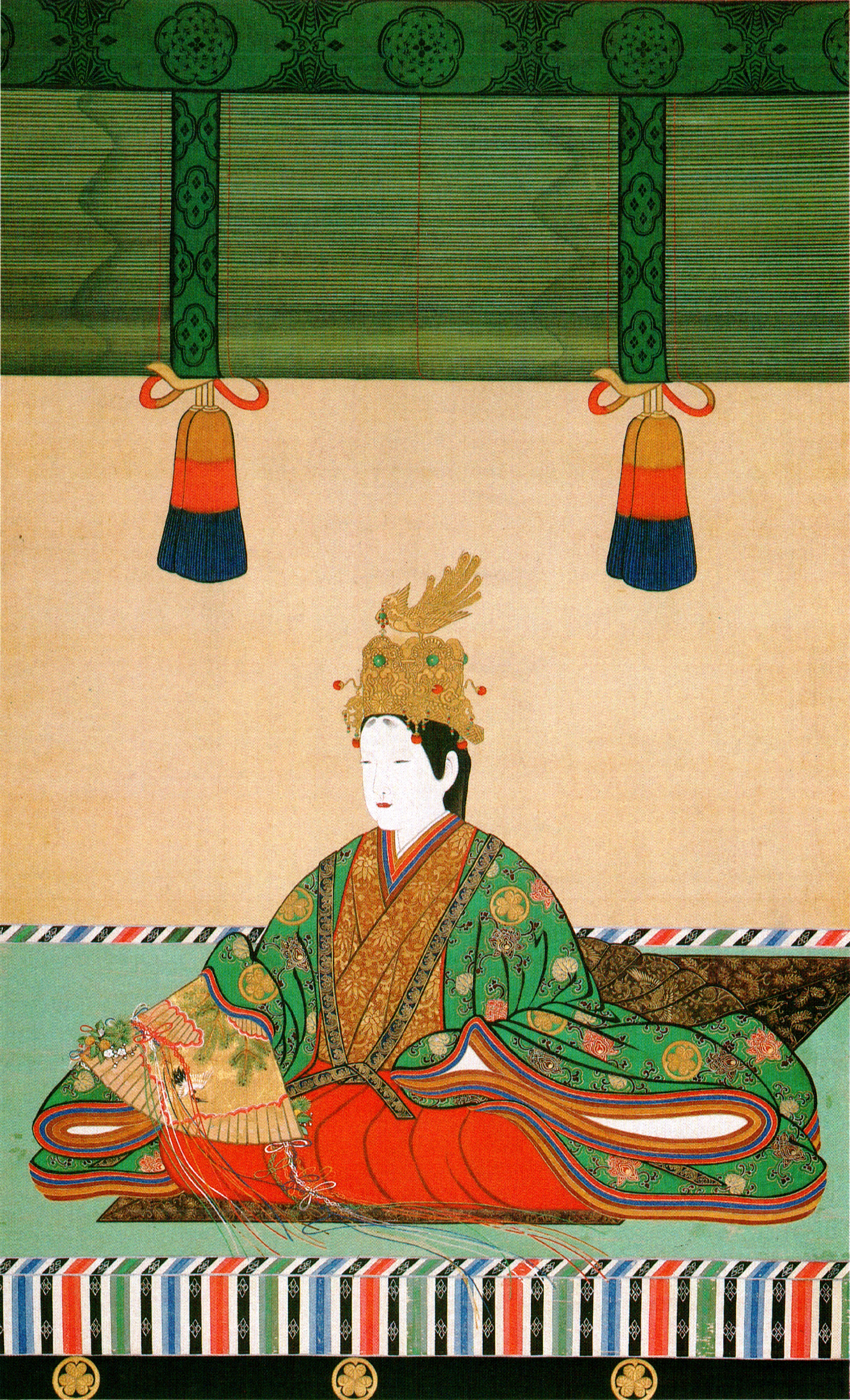
徳川和子

元和6年（1620年）、ようやく和子の入内が実施され寛永3年（1626年）11月には第二皇子・高仁親王が誕生した。既に第一皇子の賀茂宮は元和8年（1622年）に夭折しており、徳川家が天皇の外戚の地位を得る可能性が高まった。
寛永4年（1627年）4月、後水尾天皇は高仁皇子が4歳になれば譲位する考えを明らかにした。更に高仁親王の天皇即位とセットで秀忠・家光父子の大坂城の入城が寛永6年（1629年）に予定され、公武合体政権構想の実現は目前に迫っていた。
しかし寛永5年（1628年）6月、高仁親王が3歳で夭折。和子がこの年に出産していた皇子も9月に亡くなった。寛永6年（1629年）11月、後水尾天皇は和子との間に誕生していた明正天皇に譲位したが、女性天皇であったため徳川家の天皇家外戚の地位は一代で終わることが確定し、さらに公武合体構想の推進者である秀忠が大坂城再築後3年で亡くなってしまった。結果、家康・秀忠が2代にわたっての念願であった公武合体政権構想は頓挫し、徳川幕府は先進地の畿内を本拠地とすることを断念し、後進地域に本拠を据えざるを得なくなった。
- 大坂城再築に際しての幕府移転説は、元和6年6月13日付細川忠興宛島津忠恒書状に大坂城の普請を秀忠老中が見舞いに訪れたと記した上で、「上方と江戸が替わることはない」との記載がある。